# Péter első levele

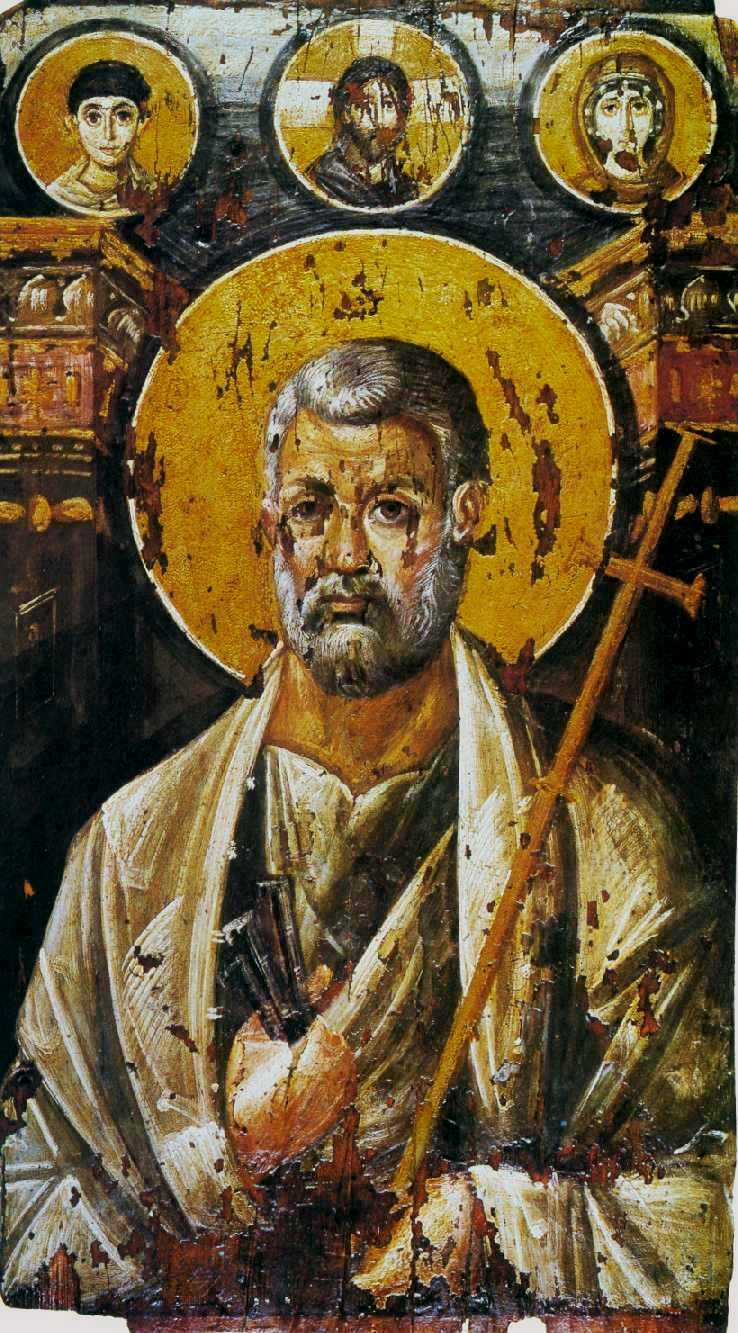
Szent Péter - Sinai Szent Katalin kolostor, VI. szd

Péter első levele a Biblia újszövetségi iratainak részét képező levél. Hagyományosan Szent Péter apostol nevéhez fűzik, aki római püspöksége alatt írta Kis-Ázsia több egyházának, Kr. u. 60. körül. Bár a szöveg Pétert azonosítja szerzőként, ezzel szemben sok mai bibliatudós azzal érvel, hogy nem Péter volt a levél szerzője.
Olvasóit mindenekelőtt abban kívánja támogatni és megerősíteni, hogy az üldözéseket, megpróbáltatásokat Krisztus példája szerint türelemmel és állhatatosan viseljék el. Rámutat, hogy a keresztények szenvedése nem valami „hallatlan dolog”, hanem részesedés Krisztus szenvedéseiben (4,12-13); hogy a türelmes szenvedés kedves Isten előtt (2,20) és hogy ha a próbát kiállják, méltók lesznek a dicséretre és tiszteletre (1,6-9). Az üldözés a Sátán műve (5,8), ezért nem szabad tőle megrettenni. A szerző emberileg is vigaszt nyújt a híveknek, amikor azt írja, hogy ez a szenvedés rövid (5,10), utána pedig kimondhatatlan öröm következik (1,9).

## A levél szerzője és megírásának időpontja
A szerző a nyitó versben úgy határozza meg önmagát mint „Péter, Jézus Krisztus apostola”, „elöljáró és Krisztus szenvedéseinek tanúja” (1,1; 5,1), és ezt a nézetet, miszerint a levelet Szent Péter apostol írta, a legkorábbi időktől fogva vallja az Egyház, és ez soha nem volt vitatott. Tehát jó okkal lehet feltételezni, hogy a levél Rómában született, valamivel Péter, kb. i.sz. 65-ben, a Néró-féle üldözés során bekövetkezett halála előtt, nagy valószínűséggel i.sz. 59-ben.
A levél mint irodalmi mű, nem Péter alkotása, hanem az a Szilás vagy Szilvánusz készítette (vö. 5,12), aki az Apostolok cselekedetei szerint Márk utódjaként lett Pál apostol hittérítő-társa. Talán ennek köszönhető, hogy a levél elegáns, irodalmi, jó görög nyelvezetű.
A szerző azt írja, hogy „Babilonban” kelt a levél. Ez alatt – elsősorban a Jelenések könyvének párhuzamaiból – a keresztények mindig is Róma fedőnevét értették. A mai kutatások ezt megerősítették, és számos 1. századi és korábbi pogány, illetve zsidó iratot hoztak fel például, ahol Rómát Babilonnal azonosították.
Sok mai tudós nem fogadja el a péteri szerzőséget. Részint úgy magyarázzák a levelet, mint egy „péteri iskola” munkáját (például Best, Goppelt, Elliot), vagy pedig pusztán pszeudoepigráf műnek tartják (például Brox). 
A hitelesség elleni érvek és ellenérvek a következők:
1. Az 1Pét görög stílusa és ószövetségi idézetei a LXX-ból nem származhattak Pétertől; viszont az ókori időkben általános gyakorlat volt, hogy az írnoknak, jelen esetben Szilvánusznak, jelentős szabadságot adtak a levelek megfogalmazásának.
2. Erős függőség áll fenn a páli írásoktól; viszont egyrészt Pálnak a korai egyházra gyakorolt hatását fölnagyították, másrészt Péter ismerhette Pál teológiáját, hiszen folyamatosan kapcsolatban álltak (Gal 1,18; 2,6-10; ApCsel 9,28; 15,1-28, stb.).
3. Nem valószínű, hogy Péter ismerte a kis-ázsiai címeket; csakhogy egyrészt nem tudhatjuk, hogy Péter ismerte-e vagy nem Kis-Ázsia egyházait. Péter missziós körútjairól túl keveset tudunk ahhoz, hogy bármit is ki lehetne zárni. Azt se tudnánk, hogy Péternek Korintusban „hívei” voltak, ha az első korinthusi levél ezt fel nem jegyezte volna egy megjegyzésében. Másrészt nem volt szüksége Péternek a személyes ismeretségre, akárcsak Római Kelemen első levelének esetében sem.
4. Péter idejében nem létezett általános állami egyházüldözés (lásd 5,9); viszont a levél nem említ állami üldöztetést. Az üldöztetés példa azokra a zaklatásokra, amit a keresztények a helyi lakosság részéről egyház-szerte megtapasztalhattak (vö. 1Tessz 2,1-2.14-16; 3,3-5; 2Tessz 1,4-8; ApCsel 16,19-22; stb.).
5. Az egyházak, melyekhez az 1Pét szólt, Péter idejében még nem létezhettek; viszont van bizonyíték Bitíniában a kereszténység kezdeti fejlődéséről (lásd. Plinius: Ep. 10,96). Egyszerűen csak nem tudjuk, milyen hamar fejlődött ki az egyház Kis-Ázsia egyéb helyein.

A hitelesség mellett szól, hogy a levél egy kezdetleges teológiát (eszkatológia, szolgáló krisztológia) és egyházi rendet tartalmaz, valamint a Szilvánuszra való utalás is. Ugyanis a pszeudoepigráf művekben egyetlen példa sincs, hogy saját hitelüket rontanák.

## A levél tartalma

### A levél címzése
A levél a „zarándokoknak” szól, „akik Pontusz, Galácia, Kappadócia, Ázsia és Bitinia területén szórványokban élnek”, azaz Kis-Ázsia egykori római provinciáiban szétszórtan élő gyülekezetek keresztényeinek.

### A levél szerkezete
I. Címzés (1,1 – 1,2)

Hálaadás Istennek.( 1,3 – 1,9)
Krisztus gyülekezete = Isten népével.( 1,10 – 2,12)
II. Intelmek
Felhívás állhatatos jócselekvésre. (3,8-4,6)
Helyes magatartás a gyülekezetben.
Intelemk a vezetők számára (5.1-5.11)
III.
Befejező üdvözlések (5.12-5.14)

## Külső hivatkozások
- Ravasz László: Az Újszövetség magyarázata II. kötet, 1991
- Párhuzamos Biblia/Péter első levele